# Liste des aéroports les plus fréquentés au Bangladesh
Cet article dresse la liste des aéroports les plus fréquentés au Bangladesh selon la principale source :

## En graphique
Pour des raisons techniques, il est temporairement impossible d'afficher le graphique qui aurait dû être présenté ici.

Voir la requête brute et les sources sur Wikidata.

## En tableau
| Aéro                  | IATA airport code | ICAO airport code | 2003      | 2004      | 2005      | 2006      | 2007      | 2008      | 2009      | 2010      | 2011      | 2012      | 2013      | 2014      | 2015      | 2016      | 2017      | 2018      |
| --------------------- | ----------------- | ----------------- | --------- | --------- | --------- | --------- | --------- | --------- | --------- | --------- | --------- | --------- | --------- | --------- | --------- | --------- | --------- | --------- |
| Dacca-Shah Jalal      | DAC               | VGHS              | 2 909 000 | 3 103 000 | 5 788 000 | 2 891 000 | 3 140 000 | 4 205 000 | 4 147 000 | 4 690 000 | 4 756 000 | 5 574 000 | 5 678 000 | 5 564 000 | 6 289 000 | 6 527 000 | 7 577 000 | 8 898 000 |
| Chittagong            | CGP               | VGEG              | 350 000   | 397 000   | 468 000   | 356 000   | 348 000   | 746 000   | 559 000   | 690 000   | 861 000   | 922 000   | 929 000   | 1 064 000 | 1 088 000 | 1 184 000 | 1 415 000 | 1 687 000 |
| Cox's Bazar           | CXB               | VGCB              | 13 000    | 15 000    | 14 000    | 10 000    | 9 000     | 14 000    | 25 000    | 35 000    | 58 000    | 66 000    | 41 000    | 87 000    | 107 000   | 154 000   | 256 000   | 539 000   |
| Osmani                | ZYL               | VGSY              | 208 000   | 270 000   | 221 000   | 189 000   | 166 000   | 182 000   | 160 000   | 191 000   | 180 000   | 210 000   | 216 000   | 248 000   | 293 000   | 350 000   | 480 000   | 536 000   |
| Saidpur               | SPD               | VGSD              | 17 000    | 16 000    | 14 000    | 10 000    |           | 10 000    | 4 000     |           | 1 000     | 8 000     | 6 000     | 27 000    | 44 000    | 77 000    | 190 000   | 313 000   |
| Jessore               | JSR               | VGJR              | 85 000    | 93 000    | 77 000    | 49 000    | 29 000    | 31 000    | 52 000    | 51 000    | 83 000    | 82 000    | 105 000   | 103 000   | 105 000   | 137 000   | 230 000   | 294 000   |
| Râjshâhî-Shah Makhdum | RJH               | VGRJ              | 18 000    | 12 000    | 10 000    | 6 000     | 2 000     |           |           |           | 1 000     | 3 000     | 37 000    | 4 000     | 6 000     | 30 000    | 52 000    | 84 000    |
| Barisal               | BZL               | VGBR              | 11 000    | 12 000    | 8 000     | 5 000     |           | 3 000     | 2 000     |           |           |           | 3 000     | 3 000     | 3 000     | 22 000    | 38 000    | 47 000    |